# Gheorghe Toduț
Gheorghe Toduț (n. 22 martie 1963, Stâna, România – d. 31 martie 2019) a fost un politician român, ales deputat în legislatura 1992-1996, în județul Satu-Mare pe listele PL'93/PAC.